# Ofoten

Rosa färg markerar kommuner som är med i Ofoten regionråd.

Ofoten (fornnorska Ófóti eller Ófótr), distrikt kring den 76 km långa Ofotfjorden och dennas många förgreningar i Salten, nordligaste delen av Nordland fylke i Norge.
Ursprungligen hette endast själva fjorden Ofoten, senare användes namnet om omnejden. Ofotfjorden bildar nordöstra fortsättningen av Vestfjorden; gränsen går över den 13,3 km² stora Barø, som delar fjorden i två sund fyllda av skär. Ofoten, som omfattar häradena Evenes, Ankenes och en del av Lødingen, utgör 3 036,16 km².
Inre, östra, bredaste delen av Ofoten med fjordarmarna Skjomen, Beisfjorden och Rombaken, tillhör Nordlands mest storartade trakter med ända upp till 1 600 m höga fjäll (Kongsbaktind vid Skjomen 1 576 m), som stiger brant upp från de trånga fjordarna. Ofoten har åtskilliga järnfyndigheter (Håfjeldet i söder, Bogen i norr) och kopparfyndigheter (Melkedalen mellan Tysfjorden och svenska gränsen). På halvön mellan Beisfjorden och Rombaken ligger staden Narvik, vid innersta viken av Herjangen, Ofotfjordens nordligaste utlöpare, Elvegårdsmoen, Norra Hålogalands regementes exercisplats.